# Manuel Clemente
Manuel José Macário do Nascimento Clemente (Torres Vedras, 16. srpnja 1948.), službeno Manuel III., portugalski je prelat Katoličke Crkve. Bio je lisabonski metropolit od 2013. do 2023., a kardinal od 14. veljače 2015. Biskup je od 1999., a od 2007. do 2013. bio je biskup Porta.
Papa Franjo je 4. siječnja 2015. objavio da će ga 14. veljače proglasiti kardinalom. Na toj ceremoniji dodijeljena mu je naslovna crkva Sant'Antonio u Campo Marzio.